# Mateusz Wdowiak
Mateusz Wdowiak (Krakkó, 1996. augusztus 28. –) lengyel korosztályos válogatott labdarúgó, a Raków Częstochowa középpályása.

## Pályafutása

### Klubcsapatokban
Wdowiak a lengyelországi Krakkó városában született. Az ifjúsági pályafutását a helyi Cracovia akadémiájánál kezdte.
2015-ben mutatkozott be a Cracovia első osztályban szereplő felnőtt keretében. 2017 januárja és júniusa között a másodosztályú Sandecja Nowy Sącz csapatát erősítette kölcsönben. 2021. február 15-én 3½ éves szerződést kötött a Raków Częstochowa együttesével. Először a 2021. február 21-ei, Zagłębie Lubin ellen 2–1-re megnyert mérkőzés 88. percében, Ivi cseréjeként lépett pályára. Első gólját 2021. július 25-én, a Piast Gliwice ellen idegenben 3–2-es győzelemmel zárult találkozón szerezte meg.

### A válogatottban
Wdowiak az U19-es, az U20-as és az U21-es korosztályú válogatottakban is képviselte Lengyelországot.

## Statisztikák
2023. május 2. szerint
| Klub                            | Szezon   | Osztály     | Bajnokság | Bajnokság | Kupa és Ligakupa | Kupa és Ligakupa | Nemzetközi | Nemzetközi | Összesen | Összesen |
| Klub                            | Szezon   | Osztály     | Meccs     | Gól       | Meccs            | Gól              | Meccs      | Gól        | Meccs    | Gól      |
| ------------------------------- | -------- | ----------- | --------- | --------- | ---------------- | ---------------- | ---------- | ---------- | -------- | -------- |
| Cracovia                        | 2014–15  | Ekstraklasa | 12        | 0         | 1                | 0                | —          | —          | 13       | 0        |
| Cracovia                        | 2015–16  | Ekstraklasa | 16        | 1         | 2                | 0                | —          | —          | 18       | 1        |
| Cracovia                        | 2016–17  | Ekstraklasa | 13        | 1         | 0                | 0                | 2          | 0          | 15       | 1        |
| Cracovia                        | 2017–18  | Ekstraklasa | 26        | 1         | 2                | 0                | —          | —          | 28       | 1        |
| Cracovia                        | 2018–19  | Ekstraklasa | 34        | 4         | 0                | 0                | —          | —          | 34       | 4        |
| Cracovia                        | 2019–20  | Ekstraklasa | 29        | 2         | 5                | 4                | 2          | 0          | 36       | 6        |
| Cracovia                        | 2020–21  | Ekstraklasa | 3         | 0         | 1                | 1                | 1          | 0          | 5        | 1        |
| Cracovia                        | Összesen | Összesen    | 133       | 9         | 11               | 5                | 5          | 0          | 149      | 14       |
| Sandecja Nowy Sącz (kölcsönben) | 2016–17  | I Liga      | 15        | 1         | 0                | 0                | —          | —          | 15       | 1        |
| Raków Częstochowa               | 2020–21  | Ekstraklasa | 9         | 0         | 1                | 0                | —          | —          | 10       | 0        |
| Raków Częstochowa               | 2021–22  | Ekstraklasa | 33        | 7         | 7                | 4                | 5          | 0          | 45       | 11       |
| Raków Częstochowa               | 2022–23  | Ekstraklasa | 26        | 3         | 4                | 2                | 6          | 1          | 36       | 6        |
| Raków Częstochowa               | Összesen | Összesen    | 68        | 10        | 12               | 6                | 11         | 1          | 91       | 17       |
| Összesen                        | Összesen | Összesen    | 216       | 20        | 23               | 11               | 16         | 1          | 255      | 32       |

## Sikerei, díjai
Sandecja Nowy Sącz
- I Liga
  - Feljutó (1): 2016–17

Cracovia
- Lengyel Kupa
  - Győztes (1): 2019–20

Raków Częstochowa
- Ekstraklasa
  - Bajnok (1): 2022–23
  - Ezüstérmes (2): 2020–21, 2021–22

- Lengyel Kupa
  - Győztes (2): 2020–21, 2021–22
  - Döntős (1): 2022–23

- Lengyel Szuperkupa
  - Győztes (2): 2021, 2022